# Маћедонце
Маћедонце је насеље у Србији у општини Медвеђа у Јабланичком округу. Према попису из 2022. било је 142 становника.
Овде се налазе Запис Петров орах (Маћедонце), Запис дуб код гробља (Маћедонце), Запис крст код гробља (Маћедонце), Запис храст на Чатми (Маћедонце) и Запис буква код цркве (Маћедонце).

## Демографија
У насељу Маћедонце живи 202 пунолетна становника, а просечна старост становништва износи 48,3 година (47,0 код мушкараца и 49,6 код жена). У насељу има 86 домаћинстава, а просечан број чланова по домаћинству је 2,74.
Ово насеље је великим делом насељено Србима (према попису из 2002. године), а у последња три пописа, примећен је пад у броју становника.
|  |

| Демографија | Демографија | Демографија |
| Година      | Становника  | Становника  |
| ----------- | ----------- | ----------- |
| 1948.       | 705         |             |
| 1953.       | 757         |             |
| 1961.       | 681         |             |
| 1971.       | 498         |             |
| 1981.       | 373         |             |
| 1991.       | 337         | 324         |
| 2002.       | 236         | 248         |
| 2011.       | 177         |             |
| 2022.       | 142         |             |

| Етнички састав према попису из 2002.‍ | Етнички састав према попису из 2002.‍ | Етнички састав према попису из 2002.‍ | Етнички састав према попису из 2002.‍ | Етнички састав према попису из 2002.‍ |
| ------------------------------------ | ------------------------------------ | ------------------------------------ | ------------------------------------ | ------------------------------------ |
|                                      |                                      |                                      |                                      |                                      |
| Срби                                 | Срби                                 |                                      | 232                                  | 98,30%                               |
| Црногорци                            | Црногорци                            |                                      | 1                                    | 0,42%                                |
| непознато                            | непознато                            |                                      | 2                                    | 0,84%                                |

| Година пописа     | 1948. | 1953. | 1961. | 1971. | 1981. | 1991. | 2002. |
| ----------------- | ----- | ----- | ----- | ----- | ----- | ----- | ----- |
| Број домаћинстава | 92    | 101   | 115   | 101   | 99    | 94    | 86    |

| Број чланова      | 1  | 2  | 3  | 4 | 5 | 6 | 7 | 8 | 9 | 10 и више | Просек |
| ----------------- | -- | -- | -- | - | - | - | - | - | - | --------- | ------ |
| Број домаћинстава | 19 | 32 | 11 | 9 | 8 | 5 | 2 | 0 | 0 | 0         | 2,74   |

| Пол    | Укупно | Неожењен/Неудата | Ожењен/Удата | Удовац/Удовица | Разведен/Разведена | Непознато |
| ------ | ------ | ---------------- | ------------ | -------------- | ------------------ | --------- |
| Мушки  | 105    | 27               | 67           | 8              | 1                  | 2         |
| Женски | 102    | 12               | 68           | 20             | 2                  | 0         |
| УКУПНО | 207    | 39               | 135          | 28             | 3                  | 2         |

| Пол    | Укупно                    | Пољопривреда, лов и шумарство | Рибарство                            | Вађење руде и камена | Прерађивачка индустрија       |
| ------ | ------------------------- | ----------------------------- | ------------------------------------ | -------------------- | ----------------------------- |
| Мушки  | 35                        | 11                            | 0                                    | 0                    | 3                             |
| Женски | 21                        | 13                            | 0                                    | 0                    | 4                             |
| УКУПНО | 56                        | 24                            | 0                                    | 0                    | 7                             |
| Пол    | Производња и снабдевање   | Грађевинарство                | Трговина                             | Хотели и ресторани   | Саобраћај, складиштење и везе |
| Мушки  | 1                         | 2                             | 0                                    | 0                    | 0                             |
| Женски | 0                         | 0                             | 0                                    | 0                    | 0                             |
| УКУПНО | 1                         | 2                             | 0                                    | 0                    | 0                             |
| Пол    | Финансијско посредовање   | Некретнине                    | Државна управа и одбрана             | Образовање           | Здравствени и социјални рад   |
| Мушки  | 0                         | 0                             | 4                                    | 0                    | 1                             |
| Женски | 0                         | 0                             | 1                                    | 0                    | 0                             |
| УКУПНО | 0                         | 0                             | 5                                    | 0                    | 1                             |
| Пол    | Остале услужне активности | Приватна домаћинства          | Екстериторијалне организације и тела | Непознато            | Непознато                     |
| Мушки  | 3                         | 0                             | 0                                    | 10                   | 10                            |
| Женски | 0                         | 0                             | 0                                    | 3                    | 3                             |
| УКУПНО | 3                         | 0                             | 0                                    | 13                   | 13                            |

## Галерија
- Аутобуско стајалиште у Маћедонцу.
- Раскрсница у Маћедонцу.
- Пут који води ка Сијаринској бањи.
- Бањска река на току кроз село.
- Село Маћедонце.
- Пут који води ка Медвеђи.
- Село Маћедонце.
- Село Маћедонце.
- Село Маћедонце.
- Село Маћедонце.
- Село Маћедонце.
- Село Маћедонце.
- Село Маћедонце.
- Пут који води ка Медвеђи.
- Река Јабланица на току кроз Маћедонце. Она настаје у овом селу спајањем Туларске и Бањске реке.